# Guillermo Aguilar Álvarez Mazarrasa
Guillermo Aguilar Álvarez Mazarrasa fue un ingeniero civil mexicano, egresado de la Universidad Nacional Autónoma de México, y directivo de fútbol. Nació el 1 de septiembre de 1932 en la Ciudad de México, hijo del también directivo homónimo Guillermo Aguilar Álvarez Piñón. 
En 1975 fue nombrado por el rector de la UNAM Guillermo Soberón Acevedo como primer presidente de la asociación civil, conocida como Patronato Universitario, que asumiría la dirección administrativa del Club Universidad Nacional; teniendo como finalidad la de separar a ambas instituciones y generar beneficios económicos al club. Durante su gestión, que se prolongaría hasta su muerte en 1997, se sentaron y reafirmaron las bases de la organización del club y la estructura de las fuerzas básicas. 
Fue presidente de la Rama de Primera División del fútbol mexicano y en septiembre de 1978 se convirtió en presidente de la Federación Mexicana de Fútbol, cargo que ostentó hasta 1980. 
Presidió el Club Universidad en la primera gran etapa de éxito deportivo de su historia, cuando el equipo consiguió los títulos de liga en 1976-77, 1980-81 y 1990-91; el de Copa México en 1974-75, Campeón de Campeones en 1974-75, los de la Copa de Campeones de la Concacaf en 1980, 1982 y 1989; y la Copa Interamericana 1980.
| Predecesor: Juan de Dios de la Torre | Presidente de la Femexfut 1978-1980 | Sucesor: Rafael del Castillo |